# Robert Häusser
Robert Häusser (* 8. November 1924 in Stuttgart; † 5. August 2013 in Mannheim) war ein deutscher Fotograf, der als ein Wegbereiter der zeitgenössischen Fotografie gilt.

## Leben
Robert Häusser wuchs in Stuttgart auf. Bereits als kleiner Junge bekam er von seiner Mutter eine Camera obscura geschenkt, mit der er seine ersten Fotografien anfertigte.
1938 erhielt Robert Häusser als erste vollwertige Kamera eine Kodak Retinette und 1940 aus dem Nachlass eines im Krieg gefallenen Nachbarn eine Rolleicord-Kamera. Nun fing er an richtig zu fotografieren und es entstanden die Frühen Bilder. Von 1940 bis 1941 absolvierte er in Stuttgart seine Volontärzeit als Pressefotograf, danach machte er bis 1942 eine Lehre in einem handwerklichen Fotobetrieb und besuchte die Graphische Fachschule in Stuttgart.
Sein Vater war ein früher Anhänger Hitlers. Robert Häusser erzählte in seiner Autobiographie, dass er sich zu einem Gegner wandelte, weswegen er 1936 für zwei Jahre wegen „Konspiration“ ins KZ Dachau eingeliefert wurde. Akten aus der Zeit offenbaren, dass diese Geschichte unzutreffend ist, so wurde der Vater 1935 lediglich zu 20 Reichsmark wegen Beleidigung und grobem Unfug verurteilt. Robert Häusser selbst beantragte am 1. Mai 1942 die Aufnahme in die NSDAP und wurde zum 1. September desselben Jahres aufgenommen (Mitgliedsnummer 9.190.827). Nach dem Krieg leugnete er diese Mitgliedschaft bei der Entnazifizierung.
Von 1942 bis 1945 war Häusser Soldat und bis 1946 in amerikanischer Gefangenschaft. 1946 heiratete er Elfriede Meyer, mit der er Vater einer Tochter wurde.
Er lebte von 1946 bis 1952 mit seinen Eltern in der Mark Brandenburg. Neben seiner bäuerlichen Arbeit auf dem Hof widmete er sich verstärkt der Fotografie. Ab 1949 studierte er bei Heinrich Freytag und Walter Hege an der Schule für angewandte Kunst in Weimar.
Schon 1950 folgten erste Ausstellungen, so auf der ersten Photokina in Köln. Zur gleichen Zeit wurde Häusser in die Gesellschaft Deutscher Lichtbildner (GDL), der heutigen Deutschen Fotografischen Akademie (DFA), aufgenommen. Dort war er als Mitglied der Jury und des Präsidiums aktiv.
Schon bald wurden die Bilder Häussers auch in westdeutschen Publikationen gedruckt und mit Preisen bedacht. Die permanenten Westkontakte wurden von den Machthabern der DDR beargwöhnt. Als Robert Häusser das Angebot ablehnte, Mitglied im Verband Bildender Künstler der DDR zu werden, reagierte das Regime mit zunehmenden Repressalien. Die gesamte Familie geriet unter Druck und stand unter permanenter Beobachtung. Daraufhin gab die Familie 1952 den Hof auf und floh in die Bundesrepublik Deutschland, wo sich Häusser eine neue Existenz aufbaute.
In Mannheim fasste Robert Häusser Fuß und machte sich mit Auftragsarbeiten einen Namen. 1957 baute er dort ein eigenes Studio für Fotografie, in dem er nach und nach einige Leute beschäftigen konnte. In dieser Zeit verdiente sich Häusser seinen Lebensunterhalt mit der Publikation zahlreicher Bildbände über Städte und Landschaften sowie mit seiner Arbeit für Künstler. Gleichzeitig unternahm er für verschiedene Industrieunternehmen und Verlage Auftragsreisen, die ihn als inzwischen begehrten Fotografen für Industrie und Architektur rund um die Welt führten.
In den 1960er Jahren begann Häusser, im Auftrag namhafter Zeitschriften zu reisen, veröffentlichte weitere Bücher und porträtierte Persönlichkeiten aus Politik und Kultur.
Sein zunehmender Erfolg ließ Häusser immer weniger Raum, frei zu fotografieren. Darauf begann er, die kommerzielle Fotografie immer mehr zu reduzieren und baute seinen Betrieb langsam zurück, um sich ganz auf die künstlerische Fotografie zu konzentrieren. 1968 beschloss er, keine Auftragsarbeit mehr zu machen und „nur noch zu fotografieren, was mich wirklich interessierte“.
Häusser war zeitlebens kulturpolitisch aktiv. Neben seiner Aktivität für die Gesellschaft Deutscher Lichtbildner (GDL) war Häusser 1969 Gründungsmitglied des Bundes Freischaffender Foto-Designer (BFF). Er war Mitglied des Deutschen Künstlerbundes (in dessen Vorstand er 1987 gewählt wurde), sowie der Staatlichen Hochschule für Musik und Darstellende Kunst Mannheim und der Darmstädter Sezession.
In der Gesellschaft Deutscher Lichtbildner übte er die Ämter des Geschäftsführers, Präsidenten und Vizepräsidenten aus und trieb in diesen Rollen die Neuorientierung dieses Verbandes, die selbstkritische Auseinandersetzung mit dessen Rolle in der NS-Zeit sowie die Neuformierung zur Deutschen Fotografischen Akademie (DFA) voran.
Robert Häusser lebte in Mannheim und auf Ibiza. Er fotografierte im Alter nicht mehr, aber beschäftigte sich mit der Archivierung und Ordnung seines Werkes.

## Werk
Robert Häussers Archiv umfasst 64.000 Negative. Sein künstlerisches Gesamtwerk besteht ausschließlich aus Schwarz-Weiß-Bildern und lässt sich in mehrere Phasen gliedern.
Bereits seine im Alter von 14 Jahren mit der Retinette aufgenommenen Bilder von Personen, die durch eine tiefstehende Sonne dramatisch lange Schatten erhalten, werden seinem Œuvre zugeordnet. Schon als etwa 18-Jähriger schuf Robert Häusser Bilder, die als Höhepunkte der damals „neueren Fotografie“ gelten konnten.
Neben seinen Auftragsarbeiten, die zu seinem Broterwerb dienten, hat er sich in seinem späteren Leben durchgängig der freien künstlerischen Fotografie gewidmet. In dieser entwickelte er eine eigene Bildauffassung, die sich an gegenständlichen Motiven orientiert. Seine Motive beschäftigten sich mit der Vergänglichkeit, mit der Transformation der Natur durch den Menschen, mit Spuren in der Landschaft. Er arbeitete mit starken Kontrasten, woraus sich zwangsläufig seine Entscheidung für die Schwarzweiß-Fotografie ergab. Seine Arbeiten entstanden losgelöst von künstlerischen und fotografischen Strömungen der jeweiligen Zeit, auch wenn in Teilen seines Werkes oft Parallelen zur Neuen Sachlichkeit, der Subjektiven Fotografie oder zum Magischen Realismus gesehen werden können. So wurde Häusser stilbildend für die deutsche Fotografie der Nachkriegszeit.
Seine Bilder von Dingen und Zeichen in einer oft mystischen, industriell oder agrarisch geprägten Landschaft sind, nach Susan Sontag, „Ergebnis einer intensiven gedanklichen und gestalterischen Auseinandersetzung mit den vorgefundenen Objekten der sichtbaren Realität“. Häusser selbst formuliert: „Die kleinen stillen Dinge zogen mich an.“ Häussers optische Handschrift besteht in einer Klarheit der Formen, starken Hell-Dunkel-Kontrasten und einem oft symmetrischen, immer aber klar gegliederten Bildaufbau. Seine Art zu fotografieren besteht nicht darin, etwas zu arrangieren oder eine vorgefasste Bildvorstellung zu inszenieren, sondern die Quintessenz der vorgefundenen unveränderten Realität durch den Stil der Abbildung herauszuschälen, seien es Gegenstände, Landschaften oder – relativ selten auch – Menschen. Diesem Zweck ordnet er alle fotografischen Parameter wie Blickwinkel, Lichtführung, Komposition, Bildaufteilung, Bildausschnitt, aber auch Ausbelichtung, Kontrast etc. so unübersehbar klar unter, dass hinter den fotografierten Gegenständen ein bisher unbemerktes Wesen hervorzutreten scheint. Häusser fertigt seine Abzüge immer selbst an, um auf diese Art auch während der Entwicklung und Ausbelichtung Einfluss auf seine Bilder zu haben.
Die frühen Bilder wirken in ihrem Ausdruck schwer, düster und menschenleer. Sie sind geprägt von Häussers familiärem Leid während der Nazi-Diktatur und seiner Erfahrung der Kriegsjahre. Auch seine Flucht nach Westdeutschland fand in seinen Bildern Ausdruck. So waren seine Fotografien für eine kurze Schaffensphase sehr hell und standen Zeichnungen fast näher als Fotografien; diese Zeit von 1952 bis 1954 gilt als Häussers „helle Periode“.
Eine Konstante in seinem Werk ist, die Melancholie der Dinge zu zeigen sowie die Auseinandersetzung mit dem Tod und der Vergänglichkeit der dinglichen, menschlichen und der eigenen Existenz. In einem Selbstporträt steht Häusser, unter einem Fensterkreuz in hellem Licht über seinem Haupt, das im Halbdunkel zurücktretende Gesicht im Bildzentrum, mit der Brust im grellen Licht eines ebenfalls kreuzförmigen Fensterschattens, der sich wie das Fadenkreuz eines Scharfschützen auf ihm abzeichnet. Todgeweiht, wie ein Gekreuzigter, steht er unbeirrt und nimmt Leid und Tod bewusst an.
Berühmt ist auch das beim Großen Preis von Deutschland 1970 aufgenommene „Portrait“ eines in Planen eingepackten Formel-I-Rennwagens mit dem Titel „J.R.5-9-70“: Was zunächst wie eine etwas stilisierte Sachfotografie aussieht, macht auf den zweiten Blick eine unheimliche Nähe zum Tod spürbar, denn der dafür vorgesehene Fahrer Jochen Rindt erlag 4 Wochen nach der Aufnahme einem tragischen Rennunfall. So gewinnt dieser für alle Zeit ungenutzte, verpackte Rennwagen die Bedeutung eines Sarges, in dem der Rennfahrer noch zu sitzen scheint, und das lapidare Bild mahnt eindringlicher als jeder Grabstein als „memento mori“. Robert Häusser widmete mit diesem Titel das Bild dem verstorbenen Rennfahrer; die eigentlich beauftragte Reportage über Hockenheim kam nie zustande, da sich Häusser von diesem Objekt fotografisch über Gebühr hatte faszinieren lassen.
In späteren Jahren entstanden aber auch Porträts, vor allem von Künstlern; auch einige von Menschen bevölkerte Straßenszenen sind von Häusser bekannt, aber thematisch eher als Ausnahme zu sehen. Öfter geht es ihm um die Beziehung zwischen Mensch und Landschaft oder Umwelt; wirklich heitere Bilder sind bei ihm sehr selten.
Im Schnittfeld zwischen künstlerischer und kommerzieller Fotografie entstanden auch Architekturfotografien von hohem künstlerischen Wert. Herausragend sind seine Bilder moderner Kirchenbauten, die auch schon im Deutschen Architekturmuseum Frankfurt zu sehen waren.
Häusser erhielt 1989 für seine Verdienste um die Fotografie und ihre Anerkennung als Kunst sowie für sein kulturpolitisches Engagement und sein künstlerisches Gesamtwerk vom Land Baden-Württemberg den Professorentitel verliehen. 1995 erhielt er als erster deutscher Fotograf den „Internationalen Preis für Fotografie“ (Hasselblad Award) der Erna und Victor Hasselblad Foundation, den höchstdotierten Preis für Fotografie, der oft auch als „Nobelpreis der Fotografie“ bezeichnet wird.
Robert Häusser gehört zu den wenigen international anerkannten deutschen Fotografen der Nachkriegszeit. Seine Bilder wurden bereits in den 1950er und 1960er Jahren ausgestellt, zu einer Zeit, als Fotografie noch nicht den autonomen künstlerischen Stellenwert besaß wie in späteren Jahren. Seine Werke befinden sich in vielen privaten und öffentlichen Sammlungen. So nahm z. B. bereits 1963 das New Yorker MoMA drei Werke von ihm in seine Sammlung auf.
Robert Häussers Werk wurde in den letzten Jahren durch zahlreiche Publikationen und retrospektive Ausstellungen der Öffentlichkeit vorgestellt. Zu seinem 80. Geburtstag wurde sein Lebenswerk in den Mannheimer Reiss-Engelhorn-Museen mit seiner 100. Einzelausstellung gewürdigt.
Seit 1952 in Mannheim ansässig und tief mit der Stadt verwurzelt, hat Häusser dem Forum Internationale Photographie der Reiss-Engelhorn-Museen Mannheim zu Lebzeiten seinen gesamten Nachlass von insgesamt 64.000 Arbeiten (Negative, Abzüge, Bücher, Dokumente etc.) aus über 60 Schaffensjahren vermacht. Aspekte aus dem Gesamtwerk von Robert Häusser werden im jährlichen Wechsel durch eine Ausstellungspräsentation neu vorgestellt.

## Auszeichnungen
- 1950: Silbermedaille der „Swedish Master Competition“, Stockholm
- 1960: photokina-Plakette für künstlerische Leistung
- 1960: Erster Preis im Wettbewerb „Deutscher Städtetag“, Köln
- 1961: Goldmedaille der 3. Biennale Internazionale, Venedig
- 1962: Sonderpreis der Stadt San Remo
- 1978: Schillerplakette der Stadt Mannheim
- 1984: Kunstpreis der Stadt Nordhorn
- 1984: David-Octavius-Hill-Medaille der Gesellschaft Deutscher Lichtbildner GDL – Deutsche Fotografische Akademie
- 1985: Verdienstkreuz I. Klasse des Verdienstordens der Bundesrepublik Deutschland für das künstlerische Lebenswerk
- 1995: Preisträger bei der Wandgestaltung für den Neubau des Hauses der Abgeordneten, Berlin
- 1995: Internationaler Preis für Fotografie der „Erna und Victor Hasselblad Foundation“, Schweden
- 1996: Ehrengast der Deutschen Akademie Rom in der Villa Massimo für mehrere Monate
- 2000: Kulturpreis der Deutschen Gesellschaft für Photographie DGPh
- 2004: Max-Lütze-Medaille
- 2007: Verdienstmedaille des Landes Baden-Württemberg

## Ausstellungen
- 1988: Robert Häusser: Photographische Bilder. Württembergischer Kunstverein Stuttgart: 12. März bis 24. April 1988.
- 2004/2005: Robert Häusser – aus dem photographischen Werk 1938–2004. Retrospektive zum 80. Geburtstag. Forum Internationale Photographie, Mannheim. 9. November 2004 bis 27. Februar 2005.[5]
- 2009: Robert Häusser – Das Moortagebuch. Fotografien und Notizen. Geeste-Groß Hesepe, Emsland Moormuseum: 2. August bis 29. November 2009.
- 2009/2010: Die Berliner Mauer. Fotografien und Zitate. Mannheim, Reiss-Engelhorn-Museen, Forum Internationale Photographie: 7. Juni 2009 bis 30. Dezember 2010.
- 2010/2011: Ins Wort gesetzt – Zeitgenössische Lyrik zu Fotografien von Robert Häusser. Museum für Angewandte Kunst Köln: 4. Dezember 2010 bis 30. Januar 2011.
- 2011: Das tägliche Brot. Photographien von Robert Häusser. Museum der Brotkultur: 5. Juni – 14. August 2011.
- 2013/2014: Robert Häusser – Im Auftrag... Fotografien aus Handwerk und Industrie.[6] Reiss-Engelhorn-Museen, Forum Internationale Photographie: 24. März 2013 – 12. Januar 2014.
- 2022/2023: Die Welt am Oberrhein. Fotografien von Robert Häusser aus den 1960er Jahren. Reiss-Engelhorn-Museen, Forum Internationale Photographie: 30. September 2022 bis 30. Juli 2023.
- 2024/2025: "Sachlich Neu. Fotografien von August Sander, Albert Renger-Patzsch, Robert Häusser." Reiss-Engelhorn-Museen, Mannheim.

## Filme
Bei verschiedenen Anstalten der ARD sind mittlerweile drei 45-minütige Filme über Robert Häusser und sein Werk entstanden.
- 1972: Sprache aus Licht und Zeit, von Georg Bense (SR)
- 1986: Das Unsichtbare sichtbar machen, von Rudolf Werner (SDR)
- 2004: Robert Häusser – ein Leben in Bildern, von Kerstin Achenbach (ZDF/3sat)
- 2010: Robert Häusser – Leben und Werk, von Rudij Bergmann, Fördererkreis für die Reiss-Engelhorn-Museen